# Попсуенко, Юрий Георгиевич
Юрий Георгиевич Попсуенко (7 июня 1940, г. Джанкой, Крымская АССР) — советский и украинский переводчик, редактор, член Национального союза писателей Украины (1979), Национального союза журналистов Украины (1975), Заслуженный работник культуры Украины (2008).

## Биографические данные
Окончил в 1964 филологический факультет (спецкурс — полонистика) Киевского государственного университета им. Т. Г. Шевченко. Работал корректором, редактором изд-ва «Днепр» (1963-67), редактором, зав. редакции и главным редактором изд-ва «Молодежь» (1967-98), главным редактором издательского газетно-журнального концерна «РИА-Пресс» (1992-96), главным литературным экспертом «Банковской Энциклопедии» (1999—2000), зав. отдела редакции журнала «Трибуна» (2001), главным редактором Издательского дома «Киево-Могилянская Академия» (2001—2003). С 2003 по 2010 — ведущий научный редактор изд-ва «Украинская энциклопедия» им. Бажана.

## Творчество
Автор ряда переводов (на украинский язык) с польского, английского, русского, шведского языков (вышло более тридцати книг), а именно: с польского — «Чудак». Мерника (1966), «Приключения восьмерых справедливых» Г. Лисковацкого (1967), «Далекие звезды». Варненской (1969), «Отпуск на Адриатике». Успешка (1972), «Диснейленд» С. Дыгата (1973), «Последняя ночь в Сьюдад-Трухильо» А. Виджинского (1974), «В Ростоках». Оркана (1976), «Вождь справедливых» Г. Лисковацкого (1977), «Анелька» Б. Пруса (1978), «Поколение» Бы. Чешка (1980), «Конец каникул» Я. Домагалика (1981), «Проделки Йонатана Коота» Я. Пшимановского (1988), «Правила жизни» Я. Корчака (1989), «Голем XIV» Ст. Лема (1990), «Алхимия слова» (1991) и «Король жизни» (1997) Я. Парандовского, «Бикини» Я. Вишневского (2010); с английского — повести и рассказы Э. Миттельгольцер (1967), Дж. Гирная (1967), Ф. Х. Сионила (1970), Ф. Боноски (1976), К. Воннегута (1976), Г. Гаррисона (1980), Ф. Макдональда (1988); со шведского — романы Бу Балдерсона (1988), Яна Мортенсона (1990); с русского — повести П. Северова (1973), В. Зайца (1986), Н. Еремина (1986), С. Бородина (1990), А. Волкова (1993, 2002, 2010). Награжден медалями «За трудовую доблесть» (1970), «Ветеран труда» (1985).

## Отличия и награды
За переводческую работу и популяризацию польской литературы на Украине награжден государственной наградой Польши «За заслуги перед польской культурой» (1985). Лауреат литературной премии имени Максима Рыльского (2011).